# Stortjärnen (Färila socken, Hälsingland, 686018-150287)
Stortjärnen är en sjö i Ljusdals kommun i Hälsingland och ingår i Ljusnans huvudavrinningsområde. Sjön har en area på 0,0343 kvadratkilometer och ligger 337,9 meter över havet. Sjön avvattnas av vattendraget Kullran.

## Delavrinningsområde
Stortjärnen ingår i det delavrinningsområde (685967-150268) som SMHI kallar för Ovan 685839-150332. Medelhöjden är 290 meter över havet och ytan är 2,02 kvadratkilometer. Det finns inga avrinningsområden uppströms utan avrinningsområdet är högsta punkten. Kullran som avvattnar avrinningsområdet har biflödesordning 3, vilket innebär att vattnet flödar genom totalt 3 vattendrag innan det når havet efter 142 kilometer. Avrinningsområdet består mestadels av skog (71 procent). Avrinningsområdet har 0,04 kvadratkilometer vattenytor vilket ger det en sjöprocent på 1,7 procent.